# Pieridopsis ducis
Pieridopsis ducis är en fjärilsart som beskrevs av Jordan 1930. Pieridopsis ducis ingår i släktet Pieridopsis och familjen praktfjärilar. Inga underarter finns listade i Catalogue of Life.